# Autophila amianta
Autophila amianta är en fjärilsart som beskrevs av Karl Schawerda 1919. Autophila amianta ingår i släktet Autophila och familjen nattflyn. Inga underarter finns listade i Catalogue of Life.